# 小墾田皇女
小墾田皇女（おはりだのひめみこ、生没年不詳）は、飛鳥時代の皇族。敏達天皇の皇女で、母は推古天皇。名は小治田王（おはりだのおおきみ）と表記される。
同母の兄弟姉妹に菟道貝蛸皇女（聖徳太子妃）・竹田皇子・鸕鶿守皇女・尾張皇子（聖徳太子の妃橘大郎女の父）・田眼皇女（舒明天皇妃）・桜井弓張皇女（押坂彦人大兄皇子及び来目皇子の妃か）らがいる。
『日本書紀』によれば、異母兄の押坂彦人大兄皇子の妃となり、子女は不詳とされている。『古事記』には押坂彦人大兄皇子と小墾田皇女の婚姻に関する記述はない。